# Bernard Wesphael
 (avril 2024).
Bernard Wesphael, né à Waremme le 25 septembre 1958, est un homme politique belge francophone, écologiste de gauche.

## Parcours politique
Membre fondateur du parti Ecolo en 1980, Bernard Wesphael a été élu provincial à partir de 1987, et ensuite député wallon en 1999 dans la circonscription de Liège. Malgré la défaite d'Ecolo et un score personnel décevant il est réélu en 2004. Il est à nouveau réélu en 2009, cette fois avec le meilleur score de sa liste, et choisi comme chef de file du groupe Ecolo au Parlement wallon après l'avoir été de manière officieuse depuis 2004.
Au sein de son parti, il est souvent décrit comme faisant partie des "fondamentalistes", par opposition aux "réalistes" se voulant plus pragmatiques et favorables à une participation aux gouvernements,. Il a notamment été, au cours du premier semestre de l'année 2005, l'un des principaux opposants belges au Traité constitutionnel européen et le seul député wallon à voter contre,. Il se prononce également en faveur de la laïcité de l'État, par opposition à la neutralité en vigueur en Belgique.  
Il se présente en 2003 en compagnie de Paul Lannoye et Ann-Mary Francken à la coprésidence d'Ecolo, mais n'obtient que 38,1% des suffrages. Isolé dans son parti, il tente à nouveau sa chance en 2012, en duo avec Marie Corman. Sa candidature termine troisième et dernière du scrutin, avec 15 % des votes valables des militants. Il souhaite alors obtenir la présidence du parlement wallon, mais les députés de son parti lui préfèrent Patrick Dupriez. 
À la suite de cet échec, il quitte Ecolo le 26 mars 2012. Il est ensuite courtisé par plusieurs partis politiques dont le Parti du travail de Belgique (PTB). Son attention principale se situe dans les contacts avec le Parti de Gauche, parti politique français de Jean-Luc Mélenchon.
Le 20 avril 2012, il annonce qu'il fonde le Mouvement de Gauche qui a comme objectif d'être « résolument l'expression d'une nouvelle gauche démocrate, radicale, écologiste, laïque et citoyenne ».
En septembre 2013, alors que les sondages lui donnent à peine un pour cent des suffrages, il annonce son intention de quitter le Mouvement de gauche dans lequel il dit ne plus trouver la ligne politique qu’il a voulu développer, ce qu'il fera effectivement en 2014. En septembre 2017, il annonce son intention de créer un nouveau mouvement politique.
En 2018, il se présente aux élections communales à Awans et réalise le troisième score de sa liste. Il n'est pas élu, la liste sur laquelle il se présentait, qui obtient 5,63 % des voix, n'a aucun élu.

## Affaire Wesphael
Le 1er novembre 2013, soupçonné d'avoir assassiné son épouse, Véronique Pirotton, dans un hôtel d'Ostende, Bernard Wesphael est placé sous mandat d'arrêt par un juge d'instruction de Bruges. Trois jours après son arrestation, il passe devant la Chambre du conseil qui décide de le maintenir en détention préventive. Entre-temps, la procureure du Roi de Bruges affirme, sur base du rapport d’autopsie, que Véronique Pirotton est décédée d'une mort violente le 31 octobre,. Selon Bernard Wesphael qui a trouvé sa femme inanimée dans la salle de bain, elle s'est suicidée en se plaçant un sac en plastique sur la tête - Véronique Pirotton avait des antécédents de tentatives de suicide. La doctoresse appelée sur place et le personnel de l'hôtel, prévenu par Wesphael, évoquent un comportement bizarre.
Une contre-expertise, demandée et présentée à la presse par la défense en avril 2014, indique qu'une cause possible de la mort est l'intoxication mortelle due aux médicaments associés à l'alcool, tout en indiquant que l'asphyxie accidentelle, suicidaire ou volontaire, sont également des causes plausibles. La détention de Bernard Wesphael est cependant prolongée le 15 avril 2014.
Le fait que sa qualité d'élu ait influé ses maintiens en détention suscite le débat en Belgique, même si la détention provisoire a été maintenue après un examen demandé à la suite de la perte de ses mandats électifs,,.
Le 26 août 2014, la chambre des mises en accusation de Gand libère sous conditions Bernard Wesphael. 
Le 15 septembre 2016, débute le procès pour meurtre devant la cour d’assises du Hainaut à Mons, l'avocat pénaliste Jean-Philippe Mayence assurant sa défense. Au cours de ce procès, qui fait l'objet d'un grand suivi médiatique est évoquée  la thèse d'une dispute qui a mal tourné, notamment à cause de l'amant potentiel de Véronique Pirotton, Oswald D. Le 6 octobre 2016, il est acquitté au bénéfice du doute.
Cette affaire a inspiré le film L'Ennemi sorti en 2020.
À la suite de son acquittement, Bernard Wesphael a obtenu en 2020 une indemnisation record pour la détention préventive subie en 2013 et 2014.

## Carrière politique
- conseiller provincial de Liège (1988-1999)
- député wallon (1999-2014)
  - chef de groupe Ecolo au Parlement wallon (1999-2012)